# Pajalaprojektet
Pajalaprojektet var ett planerings- och utredningsprojekt hos Trafikverket i Sverige och Trafikledsverket i Finland för transportleder av anrikad järnmalm från järnmalmsgruvorna ägda av Northland Resources AB norr om Pajala vid Kaunisvaara till en utskeppningshamn. Projektet påbörjades hösten 2008 när Northland Resources erhöll bearbetningskoncessionen och undersökte transportmöjligheterna till Kemi stads hamn vid Bottenviken. Förutsättningarna utredes för omkring 15 km nybyggd 1524 mm elektrifierad bredspårig järnväg från Kaunisvaara med en bro över Muonioälven till Äkäsjokisuu i Finland som har industrispår till den nuvarande Kolaribanan i det finska järnvägsnätet. Det finska Trafikverket utredde investeringarna som behövdes i Finland. Det rekommenderade förslaget beräknades kosta mellan 800 och 1 000 miljoner kronor att bygga i Sverige och ytterligare 250 miljoner kronor för upprustningar på den finska sidan.
Järnvägsprojektet lades ner efter att Trafikverkets järnvägsutredning var slutförd beroende på att Northland Resources sommaren 2010 fick tillgång till ett område i Narviks hamn och beslutade att transportera den anrikade malmen till Narvik via en omlastningsterminal utanför Svappavaara vid Svappavaarabanan som ansluter till Malmbanan. Transporten från Kaunisvaara till Svappavaara sker på 150–160 km landsväg via väg 99, 395 och E45. Transporterna sker med 90-tons lastbilar, vilka kör på dispens från begränsningen på max 60 ton, efter utredning om mest lönsamma transportlösning. Utredningen visade att ännu högre bruttovikt var optimalt, men flera av broarna på vägförbindelsen klarar inte högre fordonsvikt ute på det fria spannet. Vägarna behöver enligt Trafikverket byggas om till en kostnad av 1,3 till 1,5 miljarder kronor och en nybyggd järnväg beräknas kosta 5,6-6,3 miljarder kronor.

## Källhänvisningar
1. ↑  Förstudie— Järnvägsanslutning till gruvverksamhet i Pajala Förslagshandling[död länk]
2. ↑  Trafikverket Pajalaprojektet Järnvägsutredning 9-19[död länk]
3. ↑  Trafikverket Pajalaprojektet Järnvägsutredning 20-23[död länk]
4. ↑  Trafikverket Malmtransporter i Norrbotten (MINe) Arkiverad 27 augusti 2012 hämtat från the Wayback Machine.
5. ↑  IMPACT ANALYSIS OF KAUNISVAARA – SVAPPAVAARA ROAD IRON ORE TRANSPORTATION OPTIONS http://hvttconference.com/wp-content/uploads/2012/09/Ses_B_7_Varin-et-al.pdf Arkiverad 4 mars 2016 hämtat från the Wayback Machine.
6. ↑  Trafikverkets gemensamma preliminära upphandlingstidplan 2011-12-29[död länk]
7. ↑  Norrbottens KURIREN Sju byar slipper lastbilstransporter 2012-01-20